# Карабулак (город)

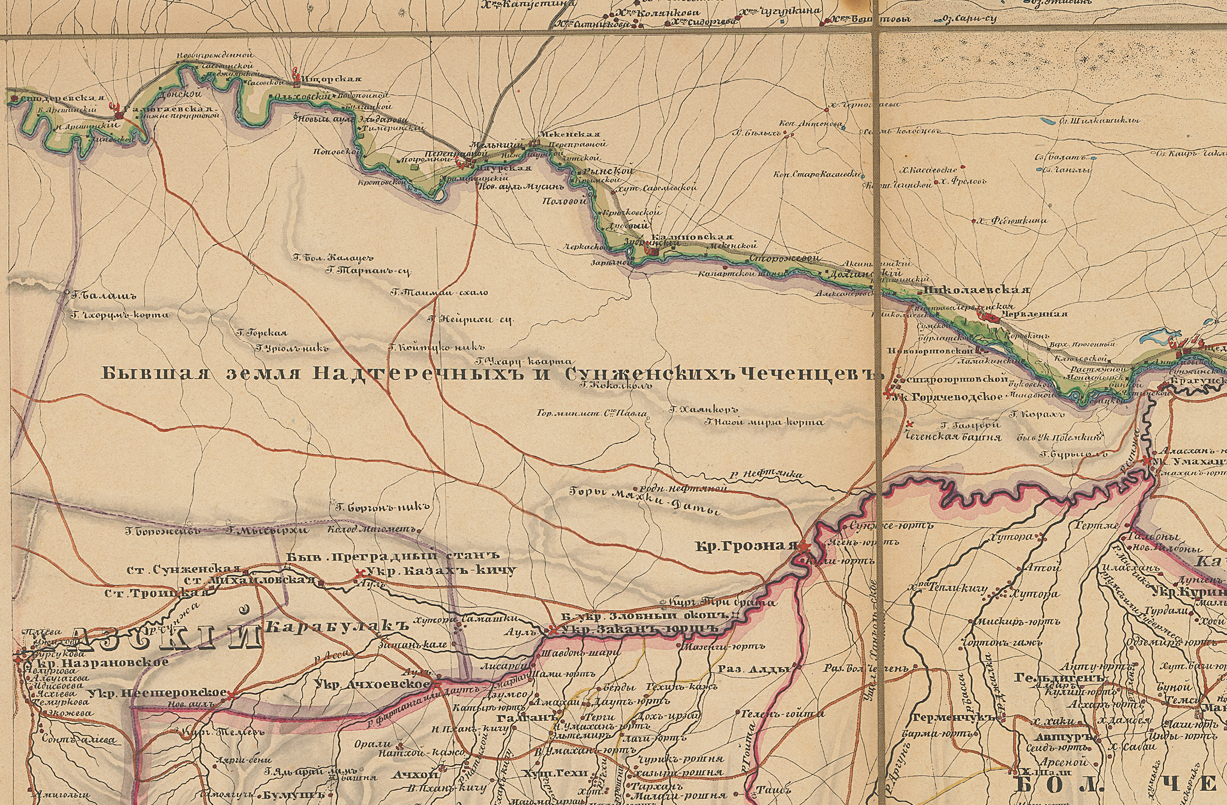
Поселения 1847 г. на месте нынешнего г. Карабулак

Карабула́к (ингуш. Карабулак, Илдарха-ГIaла, чечен. Карабулак, Эльдархан-Юрт) — город в Республике Ингушетия Российской Федерации. Город республиканского значения, образующий одноимённый городской округ.

## Этимология
Некоторые авторы возводят топоним «Карабулак» к тюркским кара — «чёрный», и булак — «источник», «родник». Таким образом, название города можно переводить как «чёрный источник». Согласно другой версии, в названии станицы Карабулакской в момент её основания была заложена отсылка к этнониму «карабулаки» — одному из наименований орстхойцев.

## География
Город расположен в центральной части Республики Ингушетия, на левом берегу реки Сунжи, в 9 км к западу от центра Сунженского района — города Сунжи и в 22 км к северо-востоку от города Магас (расстояния по дороге).
Ближайшие населённые пункты: на востоке — станица Троицкая, на юге — село Яндаре, на западе — село Плиево. На юге и западе территория городского округа граничит с Назрановским районом, на востоке — с Сунженским районом, на севере — с Малгобекским районом. Город Карабулак расположен в южной части территории городского округа.
К югу от Карабулака проходит федеральная трасса Р217 «Кавказ», к северу железнодорожная линия Северо-Кавказской железной дороги (участок Беслан—Слепцовская), на северной окраине города находится железнодорожный разъезд Карабулакский.
Южнее Карабулака, за автодорогой, возвышается Лесистый хребет (село Яндаре расположено, фактически, в нескольких межгорных долинах и на склонах). В нескольких километрах к северу протянулся Сунженский хребет (гора Карабулак, 723 м). На юго-восточной окраине города река Сунжа соединяется с каналом Асса—Сунжа.
Земли городского округа простираются далеко на север от города, захватывая, таким образом, кроме участка долины Сунжи, также и часть Сунженского хребта и, севернее него, часть Алханчуртской долины. Самым северным участком границы городского округа является участок южного берега Алханчуртского канала.

### Климат
Преобладает умеренно холодный влажный климат (Dfa по классификации Кёппена). Зимы мягкие и короткие. Лето жаркое и продолжительное. Среднегодовое количество осадков — 663 мм.

## История
Строительство станицы началось в конце 1858 года и первоначально предполагалось её назвать Эльдырхановской по названию сторожевого поста Эльдырхановского, существовавшего здесь, по крайней мере, к 1847 году, вблизи которого и была заложена станица:

«Строящимся в настоящее время на Левом крыле Кавказской линии трём новым станицам, я предполагал бы присвоить следующие наименования:
Станице у поста Эльдырхановского — Карабулакскою…
Станицы эти по окончательном устройстве их, я предлагаю причислить: первую из них — ст. Карабулакскую к 1-му Сунженскому [полку Кавказского линейного казачьего войска]…»
— Рапорт за отсутствием Главнокомандующего Кавказской армией генерал-адъютанта князя Орбелиани Военному министру генерал-адъютанту Сухозанету о наименовании новых станиц, строящихся на Камбилеевке и Сунже. 18/21 июня 1859 г.
С 1860 года Карабулакская находилась в составе Ингушского округа Терской области (с 1888 года — в Сунженском отделе). По состоянию на 1874 год в станице было 227 дворов при 1454 жителях, имелись православная церковь и школа, существовали нефтяные колодцы. По данным ЭСБЕ (1895 год), в станице проживало 1986 человек, имелись церковь, 2 школы (одна из них — старообрядческая), 4 кузницы, 4 мельницы.
В августе 1917 года произошли столкновения между ингушами и казаками станиц Карабулакской, Троицкой и Слепцовской. Причиной конфликта послужили, в свою очередь, столкновения ингушей с солдатами, возвращавшимися с фронтов Первой мировой войны, имевшие место во Владикавказе 6-7 июля. Несмотря на то, что уже 15 сентября между сторонами было заключено «перемирие», эти события фактически стали прологом к кровавым боям между ингушами и жителями казачьих станиц во время событий Гражданской войны на Кавказе.
С 1920 года станица Карабулакская входила в Сунженский казачий округ, а в 1929 году в результате его расформирования вошла в состав Чеченской автономной области. В 1934 году посёлок Карабулак Карабулакского поселкового совета Чеченской АО в результате объединения Чеченской и Ингушской АО вошёл в состав Чечено-Ингушской АО, позднее — Чечено-Ингушской АССР, Грозненской области и снова Чечено-Ингушской АССР.
Указом Президиума ВС ЧИАССР от 29 ноября 1962 года станица Карабулакская Сунженского района отнесена к категории рабочих посёлков с присвоением наименования — рабочий посёлок Карабулак.
В советский период происходит постепенное изменение этнического состава населения посёлка — увеличивается число ингушей и уменьшается число русских.
В 1991 году в Сунженском районе ЧИАССР произошло обострение этнополитической обстановки. В мае 1990 года на основе оргкомитета «Казачья Сунжа» был образован Сунженский отдел возрождаемого Терского казачьего войска под руководством атамана А. И. Подколзина. Однако в апреле 1991 года А. И. Подколзин был убит в Карабулаке, результатом чего стали митинги русскоязычного населения, выступившего с требованиями обеспечения безопасности. Одновременно с этим произошло несколько кровавых столкновений между местными казаками и ингушами — в марте в Карабулаке и в конце апреля в станице Троицкой (конфликт в Троицкой имел особый резонанс в республике). Существует точка зрения, что именно события весны 1991 года в Сунженском районе положили начало массовому отъезду русских из Ингушетии.
В 1995 году Карабулак получил статус города. Отдельный городской округ (со статусом муниципального образования районного уровня) на базе города Карабулак был образован лишь в 2009 году.
В 2006—2008 годах в ряде населённых пунктов Ингушетии (город Карабулак, станицы Орджоникидзевская, Троицкая и Нестеровская, город Назрань, село Яндаре) была совершена серия преступлений против русскоязычных граждан (подрывы взрывных устройств, поджоги, обстрелы и убийства). Кульминацией этой серии стали события лета-осени 2007 года, когда было совершено несколько громких убийств, террористических актов и других преступлений против русских, корейцев, цыган, армян. В частности, в Карабулаке 30 августа 2007 года произошло резонансное убийство семьи русской учительницы В. Драганчук (3 погибших), второе нападение на русских педагогов после убийства семьи учительницы Л. Терёхиной в станице Орджоникидзевской в июле того же года (также 3 погибших). В октябре 2007 года в Карабулаке были расстреляны русские семьи Кортиковых и Немовых (3 погибших, 1 раненая). Эта серия преступлений привлекла значительное общественное внимание и привела к новой волне оттока русских из республики.
В городе свою активность проявляло исламистское бандподполье, действующее на Северном Кавказе. В частности, некоторые объекты в городе подверглись атаке в ходе нападения боевиков на Ингушетию в июне 2004 года. В рамках серии терактов в марте-апреле 2010 года в Карабулаке также был совершён крупный террористический акт.

## Население
| 1970    | 1979    | 1989    | 2001    | 2002    | 2003    | 2005    | 2006    | 2007    | 2008    | 2009    | 2010    |
| ------- | ------- | ------- | ------- | ------- | ------- | ------- | ------- | ------- | ------- | ------- | ------- |
| 7660    | ↗8779   | ↗9354   | ↗27 700 | ↗31 279 | ↗31 300 | ↗33 100 | ↗34 011 | ↗34 568 | ↗35 073 | ↗35 818 | ↘30 961 |
| 2011    | 2012    | 2013    | 2014    | 2015    | 2016    | 2017    | 2018    | 2019    | 2020    | 2021    | 2023    |
| ↗31 219 | ↗34 222 | ↗36 494 | ↗37 883 | ↗38 422 | ↗38 973 | ↗39 614 | ↗40 308 | ↗41 469 | ↗42 724 | ↗43 037 | ↗43 772 |
| 2024    | 2025    |         |         |         |         |         |         |         |         |         |         |
| ↗44 323 | ↗44 643 |         |         |         |         |         |         |         |         |         |         |

На 1 января 2025 года по численности населения город находился на 339-м месте из 1124 городов Российской Федерации.
Согласно прогнозу Минэкономразвития России, численность населения будет составлять:
- 2024 год — 40,8 тыс. чел.
- 2035 год — 40,92 тыс. чел.

Карабулак — третий по населению в Ингушетии населённый пункт после Назрани (127 994) и Сунжи (63 378), опережающий также столицу республики — Магас (19 199).
Национальный состав
| Год переписи | 2010 год          | 2002 год          | 1989 год        | 1979 год        | 1970 год       |
| ингуши       | ↗30 060 (97,09 %) | ↗20 232 (64,68 %) | ↗4870 (52,63 %) | ↗3344 (38,55 %) | 1399 (18,26 %) |
| чеченцы      | ↘376 (1,21 %)     | ↗10 581 (33,83 %) | ↘189 (2,04 %)   | ↗293 (3,38 %)   | 213 (2,78 %)   |
| русские      | ↘254 (0,82 %)     | ↘329 (1,05 %)     | ↘3945 (42,63 %) | ↘4727 (54,49 %) | 5673 (74,06 %) |
| другие       | 271 (0,88 %)      | 137 (0,44 %)      | 249 (2,69 %)    | 311 (3,59 %)    | 375 (4,90 %)   |
| всего        | 30 961 (100 %)    | 31 279 (100 %)    | 9253 (100 %)    | 8675 (100 %)    | 7660 (100 %)   |

По итогам переписи населения 2020 года проживали следующие национальности (национальности менее 1 % и другое, см. в сноске к строке «Другие»):
| Национальность | Численность, чел. | Доля     |
| -------------- | ----------------- | -------- |
| Ингуши         | 36 659            | 85,18 %  |
| Другие         | 6378              | 14,82 %  |
| Итого          | 43 037            | 100,00 % |

## Местное самоуправление
Город республиканского значения в рамках местного самоуправления образует одноимённое муниципальное образование город Карабулак со статусом городского округа как единственный населённый пункт в его составе.
Структуру органов местного самоуправления городского округа составляют:
- выборный представительный орган городского округа Карабулак — городской совет городского округа Карабулак;
- высшее должностное лицо городского округа Карабулак — Глава городского округа Карабулак, избираемый городским советом городского округа Карабулак из своего состава, исполняющий полномочия председателя городского совета городского округа Карабулак;
- исполнительно-распорядительный орган городского округа Карабулак — Местная администрация городского округа Карабулак.

Председатель городского совета, глава городского округа
- Ганиев Магомет Закреевич (2011—2019)
- Китиев Яхья Юнусович (2019)
- Мартазанов Магомед Абдулмажитович (с 2019 года)

Главы администрации
- Бариев Мухмад Абдурузакович (2012—2014)
- Яндиев Муслим Алиханович (2014—2016)
- Битиев Ахмед Исаевич (2016—2019)
- Осканов Магомед-Башир Магометович (с 2019)[1]

## Культура
В Карабулаке расположен Государственный музей изобразительных искусств Республики Ингушетия.

## Экономика
В советский период в посёлке Карабулак работали заводы: сухих реагентов (КЗХР, Карабулакский завод химических реагентов), асфальтобетонный, газобензиновый (КГБЗ, Карабулакский газобензиновый завод). Функционировало нефтегазодобывающее управление (НГДУ) «Сунжанефть». Промышленная добыча нефти в Карабулаке впервые осуществлена в начале 1950-х годов. Разработка месторождений велась при участии будущего Героя Социалистического Труда А. Д. Катасонова. В 1960—1970-х годах наблюдался рост добычи.
В постсоветский период в городе работают следующие предприятия: ООО «Химреагент» (создано на базе КЗХР), Карабулакский завод железобетонных изделий, два асфальтовых завода, нефтегазоперерабатывающий завод (предприятие по очистке нефти), комбинат стройматериалов. По-прежнему осуществляется добыча нефти. Велось строительство мусороперерабатывающего завода. Сельское хозяйство представлено как крупными предприятиями, так и фермерскими хозяйствами.
10 апреля 2013 года в городе был открыт крупнейший в России мукомольный комплекс. В 2014 году, в начале года — в тестовом режиме, а уже летом — на полную мощность, была запущена фабрика по производству картонажных изделий.

## Транспорт
Железнодорожный транспорт представлен разъездом Карабулакский, находящимся на однопутной тупиковой ветке, идущей от станции Беслан. Предыдущая крупная станция — Назрань, следующая — Слепцовская (является конечной на данной ветке, поскольку железнодорожный путь в направлении Грозного разрушен и разобран). Таким образом, движение по железной дороге возможно только со стороны Назрани. Разъезд закрыт для пассажирского сообщения (по причине его отсутствия на данном участке дороги в принципе), осуществляются только грузовые перевозки. Разъезд Карабулакский имеет наиболее разветвлённую сеть подъездных путей среди всех железнодорожных станций Ингушетии. Основная часть добытой на территории республики и перевезённой по железной дороге нефти проходит через разъезд Карабулакский.
Регулярные пассажирские автомобильные перевозки осуществляются транзитными автобусами и такси. Основную нагрузку несут транзитные маршруты Назрань—Сунжа и Назрань—Грозный. Перевозками занимаются ГУП «Ингушавтотранс» и частные предприниматели. Также перевозки осуществляются ведомственным транспортом.

## Религия
- Духовная община мусульман города Карабулак[71].
- Мечеть имени Магомеда-хаджи Тимурзиева. Джума-мечеть, расположена в 1-м микрорайоне города. Вмещает около 400 прихожан. Реконструирована в 2015 году[72].
- Православный храм Казанской иконы Божией Матери (Махачкалинская епархия)[73].

## СМИ
- «Керда Ха» — городская еженедельная газета[74].

## Галерея

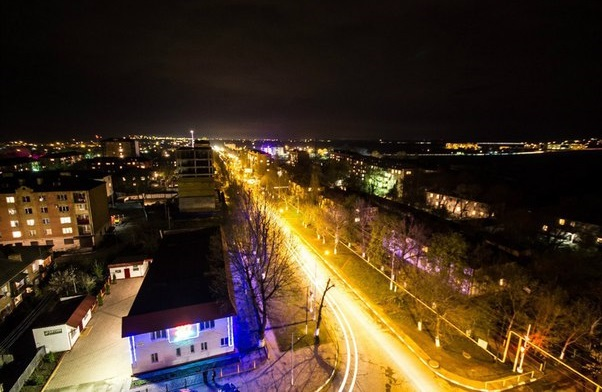
Ночной Карабулак
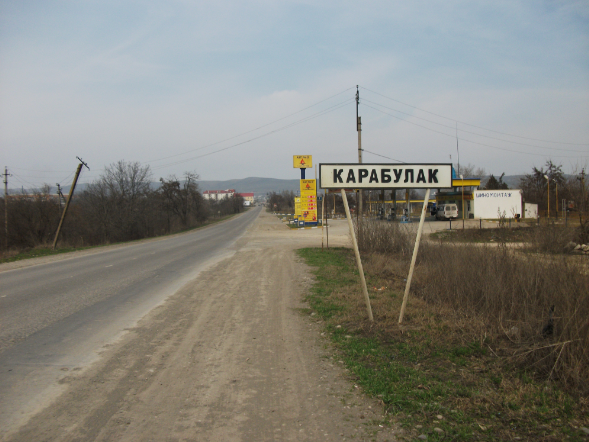
Въезд в Карабулак со стороны села Яндаре. 2011 год
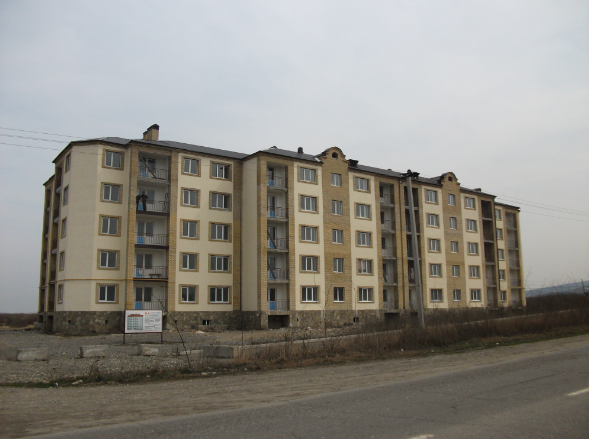
Новый жилой комплекс в Карабулаке. 2011 год
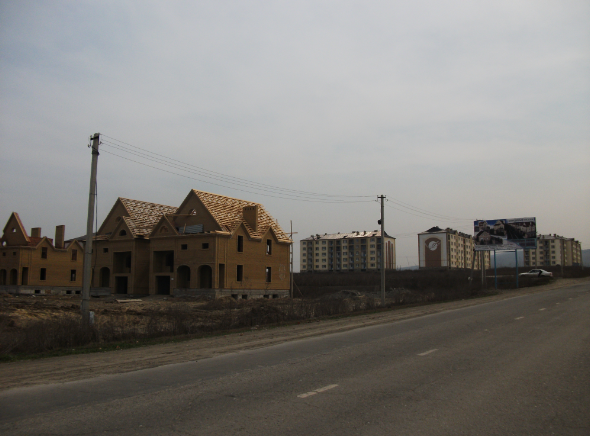
Новостройки в Карабулаке. 2011 год
Государственный музей изобразительных искусств Республики Ингушетия в Карабулаке. 2011 год

## Уроженцы
Родившиеся в Карабулаке:
- Дзортов, Рустам Баширович — террорист, один из руководителей бандподполья в Ингушетии
- Доценко, Фёдор Фролович — заслуженный лётчик-испытатель СССР
- Цой, Сергей Петрович — многолетний руководитель пресс-службы Мэра и Правительства Москвы